# Steri strip

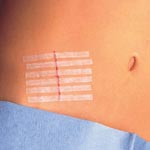
Un esempio di utilizzo delle steri strip

Le steri strip sono cerotti di polipropilene o poliestere, atossici e anallergici, utilizzati in alcune situazioni al posto del filo di sutura per ferite di media profondità. Una volta posizionate, devono essere protette con un cerotto traspirante, per evitare il contatto con agenti esterni che potrebbero infettare la ferita.
Il nome steri strip è da considerarsi una volgarizzazione del marchio di un prodotto della Nexcare 3M, a sua volta ricavato dalla parola di lingua inglese sterile, con soppressione sia della lettera finale e che dell'ultima consonante l.

## Materiali
I materiali variano a seconda della ditta produttrice, ma tendenzialmente le steri strips sono costruite in materiale non tessuto, poroso, atossico, adesivo ed ipoallergenico rinforzato con filamenti di poliestere per dare una resistenza aggiuntiva.

## Applicazione
Dopo una adeguata sanificazione e disinfezione della cute le steri strip vengono applicate attraverso la ferita in modo che la cute subisca una leggera trazione. Questa trazione determina l'avvicinamento dei due lati della ferita.
Per una migliore adesione, la cute deve essere non solo pulita, ma anche ben asciutta e detersa dal sebo o qualsiasi altra sostanza untuosa.
Oltre che singolarmente come unico dispositivo di sutura, le steri strips possono essere
utilizzate in combinazione con il classico filo di sutura o le colle acriliche.
Se lo si ritiene utile, si può applicare un sottile strato di composto di tintura di benzoino per migliorare l'adesione delle strisce.

## Indicazioni
Le steri strips possono essere utilizzate al posto di suture con punti in alcune particolari lesioni, perché riducono la possibilità che si sviluppino cicatrici anti estetiche e sono più facili da posizionare e controllare.
Le ferite che meglio si adattano all'applicazione di steri strips sono quelle non o scarsamente emorragiche, meglio se a margini netti.
Se la ferita rischia di essere sottoposta a tensione eccessiva, è meglio ricorrere alla classica tecnica con punti di filo.

In contesto di medicina di emergenza (pronto soccorso) esistono studi sull'utilizzo in combinazione di steri strips e di punti di sutura per facilitare la chiusura delle ferite, in particolare in soggetti con cute fragile e delicata
Se dopo la rimozione dei punti di sutura la ferita appare ancora parzialmente beante, può essere chiusa con steri strips ancora per qualche giorno al fine di permettere il completamento del processo di riparazione tissutale.

## Controindicazioni
L'uso di steri strips trova chiare controindicazioni in caso di:
- difficoltà nella adesione delle strisce (ad esempio presenza di essudato, cute untuosa, zone cutanee umide, peluria o capelli non rimovibili);
- ferite infette;
- ferite sottoposte a tensione eccessiva, i cui lembi vengono avvicinati solo con difficoltà con le dita.

## Vantaggi
L'utilizzo di steri strips riduce il rischio di macerazione della ferita.
C'è una minore evoluzione verso cicatrici antiestetiche rispetto alle graffette metalliche o punti di sutura.
La probabilità di infezione rispetto alle suture con filo o graffette metalliche è più bassa.